# Rhadinopsylla attenuata
Rhadinopsylla attenuata är en loppart som beskrevs av Jameson et Sakaguti 1954. Rhadinopsylla attenuata ingår i släktet Rhadinopsylla och familjen mullvadsloppor. Inga underarter finns listade i Catalogue of Life.